# Henrique, Grão-Duque de Luxemburgo
Henrique, em francês: Henri (nome completo: Henri Albert Gabriel Félix Marie Guillaume; Betzdorf, 16 de abril de 1955), é o atual grão-duque de Luxemburgo desde a abdicação em 2000 de seu pai, o grão-duque João. Henrique é o filho mais velho e herdeiro do grão-duque João de Luxemburgo e da princesa Josefina Carlota da Bélgica, e é primo-irmão do rei Filipe da Bélgica. 
Henrique guarda parentesco distante com a famílias real portuguesa e imperial brasileira: sua trisavó materna  Maria José de Bragança e suas bisavós paternas Maria Antônia de Bragança e Maria Ana de Bragança eram filhas do rei Miguel I de Portugal (irmão do imperador Pedro I do Brasil) e primas diretas da rainha Maria II de Portugal e do imperador Pedro II do Brasil. Isso o torna descendente direto do rei João VI de Portugal e da rainha consorte Carlota Joaquina da Espanha. Dois de seus primos-irmãos são casados com membros da Casa de Orléans e Bragança da familia imperial brasileira: Michel, 14.º Príncipe de Ligne, casado com Eleonora de Orléans e Bragança; e a Princesa Christine de Ligne (irmã de Michel), casada com Antonio de Orléans e Bragança (irmão de Eleonora).
Em 23 de junho de 2024, dia nacional do país, anunciou o início do seu processo de abdicação, colocando o filho Guilherme como príncipe regente e pronto a assumir as funções oficiais do governo em outubro de 2024.
Em 2019, o patrimônio líquido de Henri foi estimado em cerca de 4 bilhões de dólares.

## Infância e educação
Tem quatro irmãos: Maria Astrid, Arquiduquesa da Áustria (1954), João de Luxemburgo (1957), Margarida, Princesa de Liechtenstein (1957), e Guilherme de Luxemburgo (1963).
Foi educado no Luxemburgo e França, onde obteve seu Baccalauréat (qualificação acadêmica francesa) em 1974. Estudou ciência política na Universidade de Genebra, Suíça, graduando-se em 1980. Entre 1978 e 1980, fez vários cursos sobre educação e pedagogina nos Estados Unidos. Também teve treinamento militar na Real Academia Militar de Sandhurst, Inglaterra. Fala fluentemente francês, inglês e alemão, bem como luxemburguês.

## Casamento e família
Enquanto estudava em Genebra, conheceu a plebeia Maria Teresa Mestre y Batista, que também era uma estudante de Ciências Políticas. Apesar da alegada desaprovação da mãe de Henrique, realizaram o seu casamento em 14 de fevereiro de 1981, no Luxemburgo. O casal teve cinco filhos:
- Henrique (n. 1955)
  - Príncipe Guilherme, Grão-Duque Herdeiro de Luxemburgo (n. 1981)
    - Príncipe Carlos de Luxemburgo (n. 2020)
    - Príncipe Francisco de Luxemburgo (n. 2023)

  - Príncipe Félix (n. 1984)
    - Princesa Amália de Nassau (n. 2014)
    - Príncipe Liam de Nassau (n. 2016)
    - Príncipe Baltazar de Nassau (n. 2024)

  - Príncipe Luís (n. 1986)
    - Príncipe Gabriel (n. 2006)
    - Príncipe Noé (n. 2007)

  - Princesa Alexandra (n. 1991)
    - Victorie de Nassau Bagory (n. 2024)

  - Príncipe Sebastião (n. 1992)

### 35 anos de matrimônio
Em 14 de fevereiro de 2016, via Facebook oficial, a corte divulgou uma foto do casal em comemoração a seus 35 anos de casamento, com o texto: "Suas Altezas Reais o grão-duque e grã-duquesa estão comemorando seu aniversário de casamento neste domingo, 14 de fevereiro de 2016. Trinta e cinco anos de casamento celebrado no Dia de São Valentim." 

## Posição constitucional
Tornou-se herdeiro aparente ao trono luxemburguês quando sua avó paterna, a grã-duquesa Carlota de Luxemburgo, abdicou em favor de seu filho, a 12 de novembro de 1964. 
Em 4 de março de 1998 foi apontado como tenente-representante por seu pai, assumindo assim a maioria dos poderes constitucionais do grão-duque João. Em 7 de outubro de 2000, imediatamente após a abdicação do grão-duque João, Henrique ascendeu como Grão-Duque de Luxemburgo e fez o juramento constitucional ante a Câmara dos Deputados, no mesmo dia.
O título completo de Henrique é: Sua Alteza Real Henrique, pela Graça de Deus, Grão-duque do Luxemburgo, Duque de Nassau, Príncipe de Bourbon-Parma, Conde palatino do Reno, Conde de Sayn, de Königstein, de Katzenelnbogen e de Dietz, Burgrave de Hammerstein, Senhor de Mahlberg, Wiesbaden, Idstein, Merenberg, Limburg e Eppstein.
Entretanto, ao ascender ao trono, o grão-duque Henrique renunciou ao estilo "Pela Graça de Deus", e desde então, em documentos oficiais, seu título é oficialmente: "Henrique, Grão-duque de Luxemburgo, Duque de Nassau".

## Papel e interesses
Como chefe da monarquia constitucional, os deveres do grão-duque Henrique são primariamente representativos. Contudo, detém o poder constitucional de apontar um primeiro-ministro e um governo, de dissolver a Câmara dos Deputados e de promulgar leis, bem como conferir poderes a embaixadores.
É comandante-em-chefe do exército luxemburguês, na qual detém o cargo de general. É também um major honorário no regimento britânico de paraquedistas.
Uma das principais funções do grão-duque Henrique é representar seu país no campo de relações exteriores. Em maio de 2005, ele e a grã-duquesa Maria Teresa fizeram a primeira visita de Estado exterior à Espanha, sendo convidados pelo rei João Carlos I de Espanha e pela rainha Sofia.
É membro do Comité Olímpico Internacional, da The Mentor Foundation (estabelecida pela Organização Mundial da Saúde) e diretor da Fundação Charles Darwin pelas ilhas Galápagos.
Vive com sua família no Castelo de Berg e possui uma casa de verão em Cabasson, no sul da França.
Foi agraciado com os seguintes graus de ordens honoríficas portuguesas: Grande-Colar da Ordem do Infante D. Henrique (6 de maio de 2005), Grande-Colar da Ordem Militar de Sant'Iago da Espada (7 de setembro de 2010), Grande-Colar da Ordem da Liberdade (23 de maio de 2017) e Grande-Colar da Ordem Militar de Cristo (11 de maio de 2022).

## Processo de abdicação
Em 23 de junho de 2024, durante as celebrações de seu aniversário, Henrique anunciou que seu filho mais velho, o Príncipe Herdeiro Guilherme, seria nomeado Tenente Representante em outubro próximo, o que tradicionalmente sinaliza a intenção de abdicação no futuro. O jornal Chronicle explicou: "a designação do Tenente-Representante ocorre tradicionalmente durante o processo de mudança de reinado".  
Durante seu discurso de Natal em 24 de dezembro de 2024, Henrique, Grão-Duque de Luxemburgo, anunciou sua iminente abdicação do trono de Luxemburgo, que ocorrerá em 3 de outubro de 2025 em favor de seu filho mais velho, Guilherme.

### Anúncio
Durante seu discurso oficial de aniversário em 23 de junho de 2024, Henri significou que planejava abdicar no futuro e anunciou que começaria a transferir seus poderes constitucionais, papéis e posições para seu filho mais velho e herdeiro aparente, Guillaume . Henri disse durante seu discurso: "Gostaria de informá-lo que decidi nomear o príncipe Guillaume como tenente-representante em outubro. É com todo meu amor e confiança que desejo a ele boa sorte." O primeiro-ministro de Luxemburgo, Luc Frieden, chamou o anúncio de "o início de um próximo capítulo para nossa monarquia" e explicou que estava em discussões com Henri sobre o assunto "por algum tempo". Ele concordou com a decisão de Henri de anunciá-lo em 23 de junho, o feriado nacional, já que "o grão-duque é o símbolo de" Luxemburgo. Mais tarde, foi anunciado em julho de 2024 que a nomeação de Guillaume como Tenente-Representante ocorreria em 8 de outubro de 2024. Em 8 de outubro, Guillaume foi empossado como Tenente-Representante no Palácio de Luxemburgo , seguido pela Câmara dos Deputados. Henri comentou: "Eu realmente quero dar ao Príncipe Guillaume muito mais responsabilidade, porque acho que realmente preciso desacelerar."

O ano de 2024 está a chegar ao fim e o Natal é o momento perfeito para reflectir sobre o ano que passou. Desta vez, faço-o com grande emoção, pois é a última vez que farei o discurso de Natal como Chefe de Estado.

Henri, 24 de dezembro de 2024
Em 24 de dezembro de 2024, durante seu discurso anual de Natal, Henri anunciou oficialmente que abdicaria do trono em 3 de outubro de 2025 em favor de Guillaume. A linha de abertura de Henri mencionou sua abdicação e ele comentou: "O príncipe Guillaume é tenente-representante desde 8 de outubro e está se preparando intensamente para sua ascensão ao trono". Henri descreveu seus sentimentos de "profunda gratidão e humildade" ao refletir sobre os últimos 25 anos de seu reinado e observou que ele e sua esposa, Maria Teresa , estavam "satisfeitos por terem podido fazer parte dessa jornada". Henri justificou sua abdicação citando que "a maioria" de sua geração havia chegado ao momento da aposentadoria, dizendo que "a hora chegou" e chamando-a de um "processo natural". Além disso, ele também reafirmou sua confiança em Guillaume e sua esposa, Stéphanie , dizendo: "Sei que eles farão o máximo para contribuir para o bem-estar do nosso país".

## Títulos, estilos e honrarias

### Títulos e estilos
- 16 de abril de 1955 – 12 de novembro de 1964: Sua Alteza Real o Príncipe Henri de Luxemburgo
- 12 de novembro de 1964 – 7 de outubro de 2000: Sua Alteza Real o Grão-Duque Hereditário
- 7 de outubro de 2000 – presente: Sua Alteza Real o Grão-Duque[13]